# Sommer-Paralympics 2012/Teilnehmer (Kroatien)
| stlisierte Goldmedaille | stlisierte Silbermedaille | stlisierte Bronzemedaille |
| ----------------------- | ------------------------- | ------------------------- |
| —                       | 2                         | 3                         |

Kroatien entsendete zu den Paralympischen Sommerspielen 2012 in London eine aus 25 Sportlern bestehende Mannschaft – 8 Frauen und 17 Männer.

## Teilnehmer nach Sportart

### Leichtathletik
Frauen
- Marija Ivekovic Mestrovic
- Milka Milinkovic
- Mikela Ristoski
- Marija Vidacek
- Jelena Vukovic

Männer
- Branimir Budetic
- Slaven Hudina
- Darko Kralj
- Miroslav Matic
- Boro Radenovic
- Josip Slivar
- Zoran Talic
- Mladen Tomic
- Albin Vidović

### Radsport
Männer:
- Mario Alilović

| Athlet         | Wettbewerb                  | Zeit     | Rang |
| -------------- | --------------------------- | -------- | ---- |
| Mario Alilović | Straßenrennen T1-2 Gemischt | 1:07:44  | 12   |
| Mario Alilović | Zeitfahren T1-2 Gemischt    | 17:18.53 | 14   |

- Gracijano Turčinović

| Athlet               | Wettbewerb          | Zeit          | Rang          |
| -------------------- | ------------------- | ------------- | ------------- |
| Gracijano Turčinović | Straßenrennen H2    | ausgeschieden | ausgeschieden |
| Gracijano Turčinović | Einzelzeitfahren H2 | 35:23.81      | 13            |

### Schießen
Männer:
- Ivica Bratanovic
- Stanko Piljak

### Schwimmen
Frauen
- Natali Pronina

Männer
- Matija Grebenic
- Mihovil Spanja
- Kristijan Vincetic

### Tischtennis
Frauen:
- Helena Dretar Karic
- Andela Muzinic

Männer:
- Vjekoslav Gregorovic
- Tomislav Spalj